# Apollo 14
Apollo 14 war ein bemannter Mondflug im Rahmen des US-amerikanischen Apollo-Programms.

## Besatzung
Am 6. August 1969, kurz nach der erfolgreichen Mondlandung durch Apollo 11, gab die NASA die Mannschaften für die Missionen Apollo 13 und Apollo 14 bekannt.
Intern war bereits beschlossen worden, dass der Mercury-Veteran Alan Shepard einen der nächsten Mondflüge kommandieren würde. Er war 1961 der erste Amerikaner im Weltall gewesen, wenn auch sein ballistischer Flug mit Mercury-Redstone 3 nur 15 Minuten gedauert und nicht in eine Erdumlaufbahn geführt hatte; aufgrund dieses Umstands wurde die Besatzung von Apollo 14 halb scherzhaft auch als die erste Crew aus lauter Neulingen bezeichnet. Shepard war aufgrund seines Menière-Syndroms, einer Ohren-Druckkrankheit, die Flugfähigkeit abgesprochen worden, aber er konnte nach einer Innenohroperation wieder aktiv werden.
Shepard war zuerst als Kommandant von Apollo 13 vorgesehen, auf Kosten von Gordon Cooper, der sich als Ersatzkommandant von Apollo 10 Hoffnungen auf eine Nominierung gemacht hatte. Dann wurde aber entschieden, dass Shepard Apollo 14 übernehmen sollte, um ihm mehr Zeit zur Vorbereitung zu geben. Das Kommando von Apollo 13 ging dabei freilich nicht an Cooper, sondern an Jim Lovell, der mit seiner Crew bis dahin für Apollo 14 trainiert hatte. Cooper verließ kurz danach die NASA.
Als Pilot der Kommandokapsel von Apollo 14 wurde Stuart Roosa eingeteilt, dem der Vorzug vor Donn Eisele gegeben wurde. Eisele hatte wie Cooper zur Ersatzmannschaft von Apollo 10 gehört und wäre damit üblicherweise in die Hauptmannschaft von Apollo 14 nominiert worden.
Pilot der Mondlandefähre wurde Edgar Mitchell, nachdem James McDivitt (der als Kommandant von Gemini 4 und Apollo 9 ungleich weltraumerfahrener war als Shepard) diese Position ausgeschlagen hatte. Sowohl Roosa als auch Mitchell waren aus der fünften Astronautenauswahlgruppe und hatten noch keinen Raumflug absolviert.
Die Ersatzmannschaft waren Eugene Cernan als Kommandant, nachdem Michael Collins auf diesen Posten verzichtet hatte, Ron Evans als Pilot der Apollo-Kommandokapsel und Joe Engle als Pilot der Landefähre.
Die Unterstützungsmannschaft (Support-Crew) bestand aus Bruce McCandless, William Pogue und Philip Chapman. Chapman war der erste Astronaut der sechsten Auswahlgruppe, der für eine Mannschaft nominiert wurde. Pogue würde das letzte Mitglied einer Support-Crew werden, das später noch für einen Apolloflug nominiert wurde: er startete 1973 mit Skylab 4.

## Vorbereitung
Die einzelnen Stufen der Saturn-V-Rakete AS-509 wurden zwischen Januar und Mai 1970 im Kennedy Space Center angeliefert. Das Apollo-Raumschiff CSM-110 erhielt den Namen Kitty Hawk, nach dem Ort, an dem die Gebrüder Wright den ersten Motorflug unternommen hatten. Die Mondlandefähre LM-8 erhielt den Namen Antares nach dem Stern im Sternbild Skorpion.
Aufgrund der Probleme von Apollo 13 wurden drei größere Änderungen am Apollo-Raumschiff vorgenommen: Die interne Struktur der Sauerstofftanks wurde geändert, ein dritter Sauerstofftank wurde hinzugefügt und eine weitere Batterie eingebaut. Darüber hinaus musste die Mannschaft zur Vermeidung von Ansteckungen eine Quarantäne vor dem Flug durchlaufen.
Im Sommer 1970 absolvierten u. a. von der Crew die Astronauten  Alan Shepard und Edgar Mitchell ein geologisches „Field-Training“ im Nördlinger Ries, einem Meteoritenkrater mit rund 24 km Durchmesser in Süddeutschland. Hierbei sollten sie mit den Besonderheiten der Gesteine eines Meteoritenkraters vertraut gemacht werden.
Am 9. November 1970 konnte die Rakete zur Startrampe 39-A gerollt werden.
Als Verbindungssprecher (Capcom) während des Fluges dienten Ron Evans von der Ersatzmannschaft, Fred Haise von Apollo 13, Bruce McCandless von der Unterstützungsmannschaft sowie Gordon Fullerton.

## Flugverlauf

### Start und Hinflug
Der Start von Apollo 14 zum Mond erfolgte am 31. Januar 1971, 16:03 Uhr Ortszeit (21:03 UTC) vom Kennedy Space Center am Cape Canaveral, Florida. Am Starttag herrschte sehr schlechtes Wetter, und kurz vor dem Start wurde der Countdown unterbrochen, um eine Regen- und Gewitterfront vorüberziehen zu lassen. Apollo 12 war während des Starts vom Blitz getroffen worden, was zum Ausfall mehrerer Systeme geführt hatte. Dieses Risiko wollte man nicht nochmals eingehen.
Wie bei allen Mondflügen im Apollo-Programm wurde erst eine Erdumlaufbahn angesteuert, bevor die dritte Stufe ein zweites Mal gezündet wurde, um das Raumschiff auf den Weg zum Mond zu bringen.
Probleme bereitete das Flugmanöver, mit dem auf dem Hinflug die Nase des Apollo-Kommandomoduls „Kitty Hawk“ an die Mondlandefähre „Antares“ gesteuert und angedockt wird. Roosa benötigte sechs Anläufe, bis es gelang, in der Folge traten aber keine Probleme mehr mit dem System auf.

### Auf dem Mond

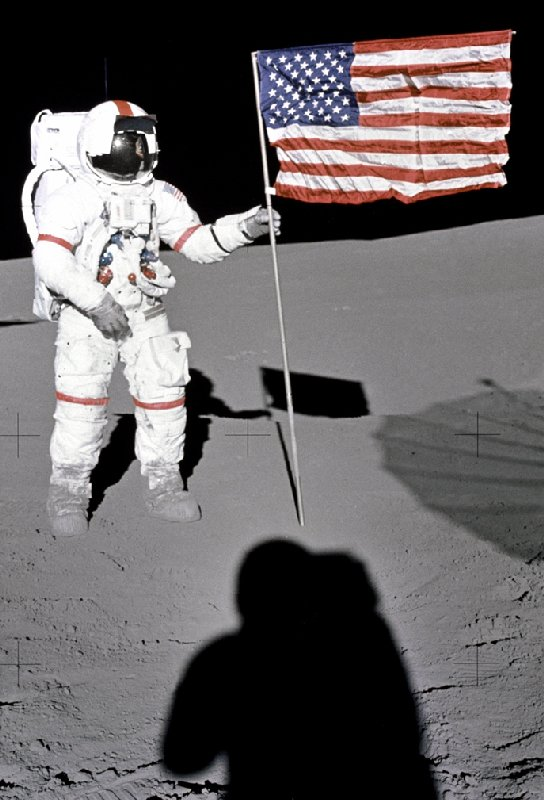
Alan Shepard richtet die Flagge auf

Als Ziel war das Fra-Mauro-Hochland anvisiert, das eigentlich von Apollo 13 hätte besucht werden sollen. Nachdem ein Problem mit der Bordelektrik der Antares behoben war, wartete ein sehr umfangreiches wissenschaftliches Programm auf die Astronauten. Neben einem erweiterten ALSEP (Apollo Lunar Surface Experiments Package) hatte die Mannschaft eine ganze Reihe kleinerer Messgeräte im Gepäck. Dazu gehörten
- ein Radioisotopengenerator (RTG),
- ein passives seismisches sowie
- ein aktives seismisches Experiment, welches Sprengladungen in die Mondoberfläche schoss,
- ein Experiment namens „Suprathermal Ion Detector“ zum Aufspüren von Gasen,
- ein Experiment namens „Cold Cathode Gauge“ zur Atmosphärendruckmessung,
- ein Experiment „Charged Particle Lunar Environment“, eine Art Mörser,
- ein Laserreflektor zur Bestimmung des Abstands Erde-Mond (Lunar Laser Ranging),
- ein Experiment „Lunar Portable Magnetometer“,
- ein Sonnenwind-Experiment,
- sowie Instrumente zur Untersuchung der Mondgeologie und des Mondgesteins.

Der erste Außenbordeinsatz (EVA) dauerte 5,03 Stunden, in der die Astronauten hauptsächlich die Experimente aufstellten. Während der darauf folgenden Ruhephase profitierten Shepard und Mitchell von Hängematten, die sie in der Landefähre aufspannten und die, bei geringem Zusatzgewicht, den Schlafkomfort erheblich verbesserten. Der zweite Ausflug am nächsten Tag hatte zum Ziel, am oberen Rand des Mondkraters Cone, der einen beachtlichen Durchmesser von 300 m hat und 40 m tief ist, Gesteinsproben zu nehmen. Sie erreichten den Krater jedoch nicht. Den erstmals mitgeführten „Modular Equipment Transporter“ (MET), einen antriebslosen Handwagen, durch den tiefen Mondstaub zu bewegen war anstrengend und kostete mehr Zeit und Atemluft als gedacht. Außerdem kamen die beiden Astronauten etwas in südlicher Richtung von ihrer Route ab. In den vier Stunden und 23 Minuten legten die Astronauten rund drei Kilometer Wegstrecke auf dem Mond zurück.

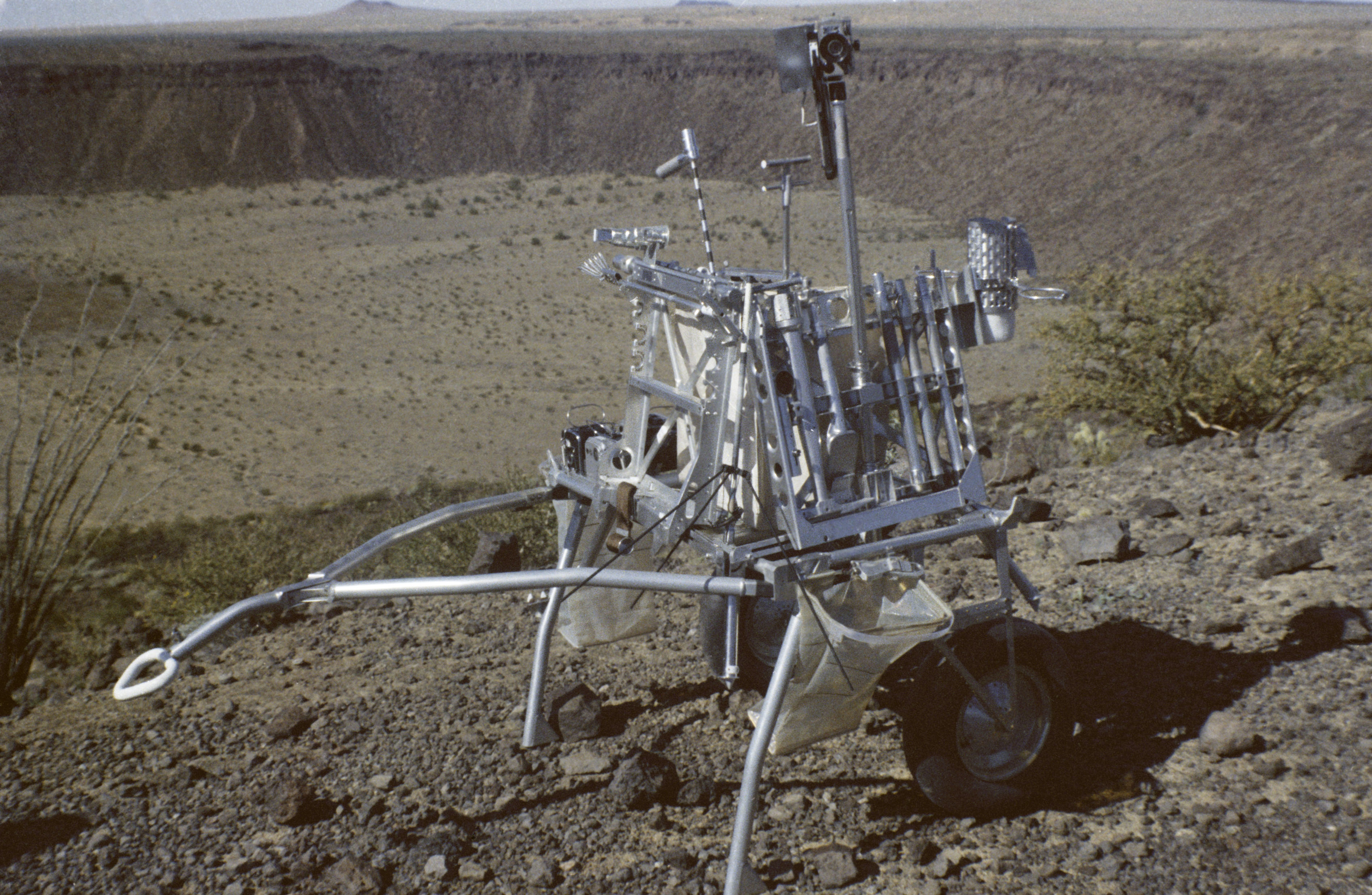
Ein Prototyp des MET

Anhand von hochaufgelösten Aufnahmen der LROC wurde im August 2009 festgestellt, dass sie wegen ungenügender Geländeinformation den Kraterrand um nur 30 m verfehlten. Am Ende der letzten EVA wurde Shepard dann auch zum ersten Golfspieler auf dem Mond. Er zog zwei Golfbälle aus seiner Tasche und schlug sie mittels eines aus dem Stiel eines Probenentnahmewerkzeugs und einem mitgebrachten Eisen-6-Kopf gebauten Golfschlägers. Seinen Abschlag kommentierte er mit den Worten „Miles and miles and miles“. Aufgrund der eingeschränkten Beweglichkeit durch den Raumanzug konnte Shepard den Schläger nicht mit beiden Händen halten, sondern war gezwungen, den Schlag mit der rechten Hand alleine auszuführen, wobei er den Ball im Zeitpunkt des Schlages nicht sehen konnte. Der Astronaut Edgar Mitchell schilderte diese Begebenheit in seiner Autobiographie Earthrise: My Adventures as an Apollo 14 Astronaut so, dass Shepard lediglich einen der beiden Bälle relativ unsauber traf, so dass er einige Meter flog und dann in einem kleinen Krater verschwand. Die Kommentierung des Schlages durch Shepard selbst ist daher eher als Scherz zu begreifen.
Der wie bei Apollo 11 und Apollo 15 auf der Oberfläche des Mondes aufgestellte Laserreflektor (LRRR) ermöglicht bis heute präzise die Entfernung zwischen Mond und Erde bis auf wenige Zentimeter genau zu messen. Die Entwicklung des für dessen Tripelprismen verwendeten hochtemperaturfesten Quarzglases mit besonders niedrigem Brechungsindex und die Herstellung der Prismen wurde von der Firma Heraeus in Hanau unter anderem von den Ingenieuren Heinrich Mohn und Peter Hitzschke durchgeführt.

### Rückflug und Landung

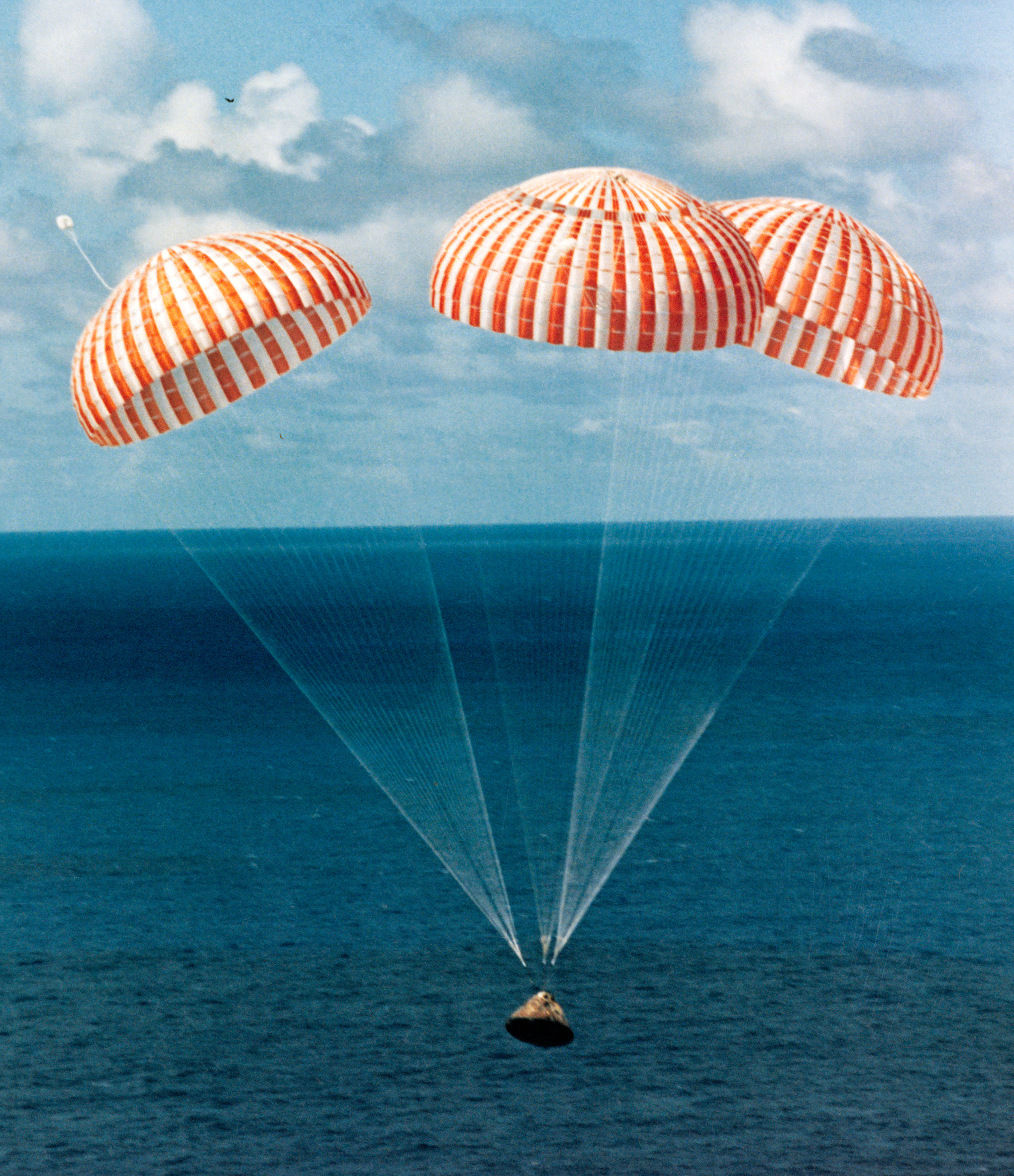
Landung von Apollo 14

Der Rückflug ging ohne Probleme vonstatten. Am 9. Februar 1971 um 16:05 Uhr wasserte Apollo 14 nur 7 km von der New Orleans entfernt im Pazifik. Die Landekapsel verfehlte den anvisierten Zielpunkt nur um 1,1 km und hatte damit die genaueste Landung aller Apollo-Missionen.
Ähnlich wie die Besatzungen von Apollo 11 und Apollo 12 mussten Shepard, Roosa und Mitchell sich nach der Landung 16 Tage lang in Quarantäne begeben. Allerdings mussten sie keine geschlossenen Isolieranzüge tragen, sondern lediglich Atemschutzmasken anlegen. Wie bei den zwei vorigen Besatzungen wurden keinerlei Anzeichen von „Mondviren“ entdeckt, so dass bei späteren Flügen auf diese Vorsichtsmaßnahme verzichtet wurde. Die Besatzung von Apollo 14 kam daher als einzige in den zweifelhaften Genuss zweier Quarantäneperioden.

## Verbleib des Raumfahrzeugs
Die Kommandokapsel von Apollo 14 befindet sich heute im Saturn V Center am Kennedy Space Center in Florida. Zuvor war sie Bestandteil der Astronaut Hall of Fame in Titusville, Florida.

## Bedeutung für das Apollo-Programm
Die Apollo-14-Mission war zu diesem Zeitpunkt die wissenschaftlich erfolgreichste. So lieferte das mitgebrachte Gestein mit einem Gesamtgewicht von 42,9 kg viele wertvolle Informationen zur Bestimmung des Mondalters. Auch die im Umfeld der Antares aufgestellten Messinstrumente lieferten reichlich Daten. Das Seismometer registrierte beispielsweise Mondbeben vorwiegend dann, wenn der Mond sich am erdnächsten Punkt seiner Bahn, dem Perigäum befand. Das Gelingen dieser Mission machte dann auch den Weg frei für die Missionen Apollo 15, 16 und 17.

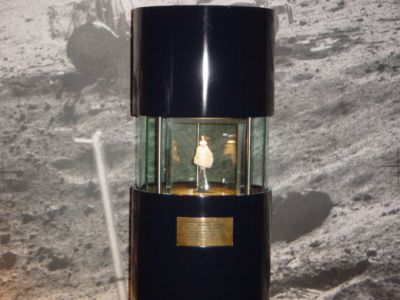
Mondgestein im Nördlinger Rieskrater-Museum

Vor Beginn der Mission hatten die Astronauten im August 1970 im Nördlinger Ries ein field training absolviert, da die vielen Steinbrüche in diesem Gebiet und das dort vorkommende Suevit-Gestein der Oberfläche des Mondes sehr ähnlich sind. Als Dank für die Unterstützung erhielt die Stadt Nördlingen 1972 von der NASA einen Mondstein von der Apollo-16-Mission als Dauerleihgabe, der im dortigen Rieskrater-Museum besichtigt werden kann.
Mitchell und Shepard waren die einzigen Apollo-Astronauten, die während des Fluges zugenommen statt abgenommen hatten.
Shepard hatte als Missionsmaskottchen einen Delfin aus Kristall bei sich.

## Moon Trees

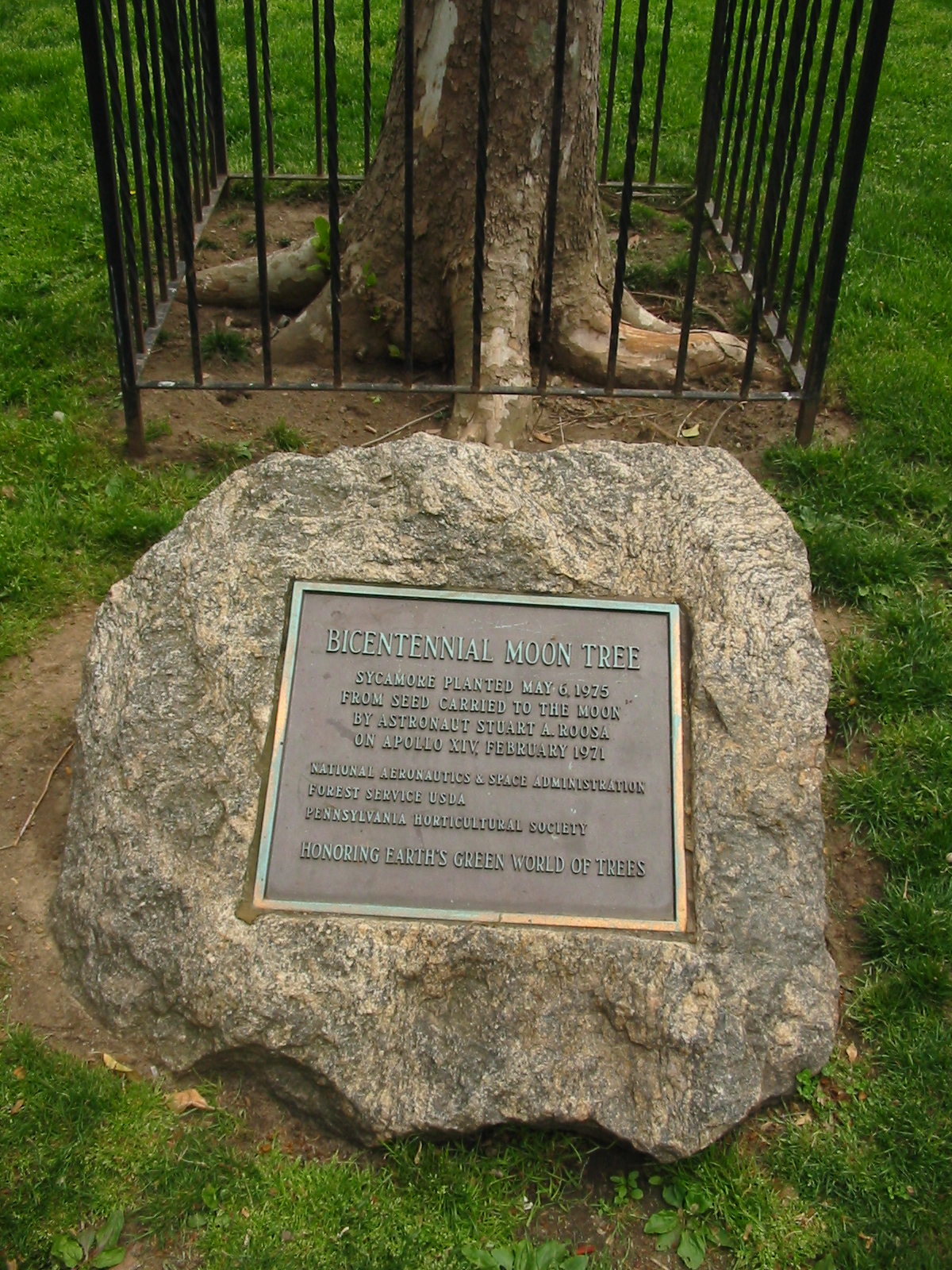
Moon Tree in Philadelphia

Roosa nahm 500 Samen verschiedener Baumarten mit, die als Teil eines Experiments den Mond umkreisten und nach der Rückkehr gepflanzt wurden. Die US-Forstbehörde hatte Roosa um diese Gefallen gebeten. Bis zur Mondoberfläche schafften die Samen es nicht, denn Roosa blieb im Kommando-Modul. Immerhin umkreisten die Samen mit ihm 34 Mal den Mond.
Etwa 420 Bäume konnten nach der Rückkehr aus den Samen gezogen werden. Sie wurden 1975 und 1976 über die USA verteilt, wo man sie zur 200-Jahr-Feier der Unabhängigkeitserklärung pflanzte. Einige behielt die Forstbehörde und setzte sie neben Jungbäume, die den Planeten Erde nie verlassen hatten. Ergebnis: Kein Unterschied in der Entwicklung, auch vierzig Jahre später nicht. So findet man überall in den USA Mammutbäume, Weihrauch-Kiefern (Pinus taeda), Amerikanische Platanen (Platanus occidentalis), Douglasien (Pseudotsuga menziesii) und Amerikanische Amberbäume (Liquidambar styraciflua) mit kleinen Hinweistafeln, es handle sich um einen «Moon Tree».
Mit der Zeit verlor sich das Wissen um den speziellen Hintergrund dieser Bäume. Eine Lehrerin, die sich über ein «Moon Tree»-Schild an einem Baum wunderte, fragte bei der Raumfahrtbehörde nach. David Williams, bei dem die Anfrage gelandet war, wusste von den «Moon Trees» erst einmal nichts. Er vergrub sich ins Archiv und musste feststellen, dass niemand aufgezeichnet hatte, wo die Bäume damals überhaupt gesetzt wurden.
Seit Jahren sammelt Williams nun die Daten über den Verbleib. Etwa fünfzig konnte er noch ausfindig machen, vermutlich gibt es weitere. Darunter sind mancherorts schon «Moon Trees» der zweiten Generation aus Sämlingen des eingegangenen Baums, der an dieser Stelle gestanden hatte.